# Джин Аканиши
Джин Аканиши (на японски: 赤西仁; на английски: Jin Akanishi) е японски певец и актьор.

## Биография
Джин Аканиши е роден на 4 юли 1984 г. в префектура Чиба. Той има по-малък брат Рао. Джин се премества в Токио, когато е в първи клас. През 1998 г. майка му го изпраща в Джони Ентертеймънт. Слушайки това не е преминал през 1998 г., но Джони Китагава главата на компанията реши да го вземе, когато една малка Джин се опита да си възвърне брой му плоча.
През 2014 г. на 2 март бе направено публично достояние, че той е решил да не подновява договора си с „Джони и Асоциирани“, и е напуснал агенцията, а на 28 февруари. На 4 юли, беше обявено, че той създаде свой собствен независим лейбъл, отидете „Го Гуд Рекордс“, и че откри новата си фен клуб, „ДИП“ (важни хора Джин)
През 2012 г. Джин се жени за певицата и актрисата Мейса Куроки. През 2012 г. се ражда дъщеря му Тея.

## Дискография

### Самостоятелни студийни албуми
- 2011 – Test Drive
- 2012 – Japonicana
- 2013 – #JustJin
- 2014 – Mi Amor
- 2015 – Me
- 2016 – Audio Fashion

## Избрана филмография
- Бандаж (2008) – Нацу Такасуги
- 47 ронини (2013) – Чикара Оиши [3]